# Интравенска линија
Интравенска линија (ИВЛ) је метода која се користи у склопу акутне неге. Уобичајене области тела за постављања ИВЛ су подлактица или задња страна шаке.

## Намена
Намена ИВЛ је да обезеди или омогући:
- инфузију течности,
- унос хранљивих материја, електролита и лекова,
- добијање узорака венске крви,
- убацивање катетера у централни циркулаторни систем

## Врсте
Постоје две врсте венског приступа за пласирање ИВЛ: периферна ИВЛ и централни венски катетер.

### Периферна ИВЛ (ПИВЛ)
ПВИЛ је уобичајена и пожељна метода за краткотрајну терапију (< 6 дана). Изводи се тако што се кратак интравенски катетер убацује перкутаном венепункцијом у периферну вену.
ПВИЛ се фиксира на месту са стерилним провидним завојем да би место било стерилно и спречило случајно померање,  и обично је причвршћен за ИВ продужетак цеви са поклопцем за позитиван притисак
Пожељна места за уметање ПВИЛ су горњи екстремитети.
Безбедносна разматрања
Код ПВИЛ постоји повећан ризик од системских компликација код срчаних и бубрежних пацијената, као и код педијатријских пацијената, новорођенчади и старијих особа

### Централни венски катетер (ЦВК)
Централна венска линија или уређај за централни венски приступ, убацује се у велику вену у централном систему циркулације (вођен ултразвуком). Врх катетера завршава се у горњој шупљој вени и води до подручја непосредно изнад десне срчане преткоморе. Може остати на месту дуже од годину дана.
Подврсте
- Периферно уметнути централни катетер (ПУЦК)
- Субкутани или тунелирани централни венски катетер (Hickman, Broviac, Groshong)
- Имплантирани централни венски катетер (ИЦВК, или port-a-cath).

Примена
Често се примењује код пацијената:
- који захтевају антинеопластичне, токсичне лекове, вишеструке, везикантне/иритантне лекове
- који су озбиљно/хронично болесни
- који захтевају праћење централног венског притиска
- који захтевају дуготрајан венски приступ/дијализу
- који захтевају потпуну парентералну исхрану
- који имају лошу васкулатуру
- који су имали вишеструка ПИВ уметања/покушаја

Безбедносна разматрања
Како код ЦВК постоји повећан ризик од развоја болничке инфекције потребно је строго поштовање асептичке технике.

## Компликације

### Најчешће компликације
Флебитис - запаљење унутрашње облоге вене (тунике интиме. Манифестује се локализованим црвенилом, болом, топлотом и оток који могу пратити вену која води до опипљиве венске врпце.
Инфилтрација - изазвана ИВ раствором који је ненамерног доспео у околно ткиво. Манифестује се болом, отоком, хладном кожом на додир око места уметања, промена квалитета или протока ИВ линије, затезање коже око места ИВЛ, цурење течности са места ИВЛ и чести аларми на ИВ пумпи.
Екстравазација - везикантни раствор (лек) ненамерно цури у околно ткиво изазивајући оштећење ткива. Знаци и симптоми су слични као код инфилтрације, али са додатним печењем, пецкањем, црвенилом, стварањем пликова или некрозом ткива
Хеморагија - крварење са места пункције
Локална инфекција на ИВ месту - гнојна дренажа са места која се јавља обично 2 - 3 дана након почетка ИВ
Едем плућа - такође познат као "преоптерећење течношћу" или "преоптерећење циркулације". Узрокован је вишком течности у плућима услед прекомерне течности у циркулаторном систему
Ваздушна емболија - присуство ваздуха у васкуларном систему који путује у десну срчану комору и/или плућну циркулацију. Чешће се јавља током уклањања катетера него уметања. Карактери је изненадно СОБ, наставак кашља, недостатак даха, бол у рамену/врату, агитација, осећај предстојеће пропасти, вртоглавица, хипотензија, пискање, повећан број откуцаја срца, измењен ментални статус и проширење југуларне вене
Емболија катетера - мали део каниле се одваја и улива у васкуларни систем
Инфекција крвотока повезана са катетером - микроорганизми се уносе у крв кроз место убода, чвориште или контаминирану ИВ цев/раствор и може довести до бактеријемије или сепсе

### Остале компликације код примене ЦВК
Поред нашред наведениккомпликације код примене ЦВК могу се јавити и ове компликације:
Тромбоза повезана са катетером   - дуготрајна употреба ЦВК може довести до развоја крвног угрушка:
- углавном се јавља у горњим екстремитетима
- бол, осетљивост при палпацији, оток, едем, топлота, еритем и развој колатералних судова у околини (већина је асимптоматска)
- претходне инфекције катетера повећавају ризик од развоја ЦРТ